# Margaritifer Sinus (Gradfeld)
Das Margaritifer Sinus-Gradfeld gehört zu den 30 Gradfeldern des Mars. Sie wurden durch die United States Geological Survey (USGS) festgelegt. Die Nummer ist MC-19, das Gradfeld umfasst das Gebiet von 0° bis 45° westlicher Länge und von −30° bis 0° südlicher Breite.
Der Name stammt von der „Pearl Bay“ an der Perlenküste, Indien. Das Gradfeld enthält viele Hinweise darauf, dass es einmal Wasser gegeben haben könnte, zum Beispiel Kanäle, Chaos und Deltas. Die Region ist auch dafür bekannt, dass Opportunity hier am 25. Januar 2004 gelandet ist. Die Landekapsel der sowjetischen Raumsonde Mars 6 stürzte hier ab.